# علي رعاية شاه الأول
السلطان علي رعاية شاه الأول، المعروف أيضًا باسم السلطان حسين (توفي في 8 يونيو 1579)، هو السلطان الرابع لسلطنة آتشيه في شمال سومطرة. حكم من 1571 إلى 1579 وواصل سياسة والده في قتال البرتغاليين في ملقا.

## سيرته
هو الابن الثاني للسلطان علاء الدين القهار. سقط شقيقه الأكبر عبد الله أمام البرتغاليين في حصار ملقا في يناير 1568، فأصبح وليًا للعهد، وعندما توفي علاء الدين القهار في 28 سبتمبر 1571، اعتلى العرش، ولُقِّب بالسلطان علي رعاية شاه. كان ذو شخصية معتدلة وودودًا تجاه العلماء. وفي عهده وصل من مكة عالم عربي يدعى الشيخ نور الدين حيث درَّس المذهب الشافعي والعقيدة في آتشيه حتى وفاته. ويمكن رؤية ذلك على خلفية العلاقات التجارية والسياسية المهمة مع الدولة العثمانية في ذلك الوقت.
حسب بعض القصص الشعبية، تآمر إخوته السلطان موغال والسلطان غوري على عزله. وزار السلطان موغال فانسور وحصل على المساعدة من اثنين من سحرة الباتاق. ثم انتقل إلى العاصمة كوتاراجا (باندا آتشيه) واستقبله السلطان علي وديًا. وبعد مرور بعض الوقت سمح للباتاق بالدخول إلى مجمع القصر وأداء السحر الأسود، مما أدى إلى مرض السلطان. وصل الأخ الآخر السلطان غوري إلى كوتاراجا ولكنه مُنع من الدخول. ثم قام السلطان موغال بالتحضيرات لتهريب شركائه إلى الجزء الذي أقام فيه من القصر لتنفيذ الانقلاب. وصل هذا إلى مسامع السلطان علي، الذي أحضر أوراق الشجر لتغطية المنازل لإخفاء الأسلحة، حيث قُتل السلطان موغال ورجاله.

## الحرب مع البرتغاليين
واصل السلطان سياسة والده المتمثلة في مقاومة البرتغاليين، الذين كانوا متحصنين في ملقا منذ عام 1511. كانت الفترة ما بين 1560-1580 هي أكثر الفترات ازدهارًا  للمشروع العسكري الإسلامي في جزر الهند الشرقية. من خلال قوتها البحرية الكبيرة، تنافست آتشيه على مضيق ملقا بدعم من سلطنة جوهر والمركز التجاري الجاوي جيبارا. ومع ذلك، فإن القدرات العسكرية لسكان آتشيه لم تكن كافية لطرد البرتغاليين. كانت المحاولة الأولى للوصول إلى ملقا في عام 1573، ولكن على الرغم من الأسطول الهائل والمساعدة التركية، باءت المحاولة بالفشل. ثم انطلقت رحلة استكشافية جديدة في فبراير 1575، بدعم من جوهر وبنتن، وكان الهجوم ناجحًا إلى حد ما إلى حد تدمير عدد قليل من السفن البرتغالية. ومع ذلك، بعد حصار دام 17 يومًا، انسحب الأسطول فجأة من أسوار ملقا. ثم جاءت المحاولة الأخيرة عام 1577، وهذه المرة تكبد الآتشيون خسائر فادحة حيث عانى سكان آتشيه من مدفعية رديئة، وسفن أقل قوة، وتكتيكات عسكرية أقل كفاءة مقارنة بعدوهم الأوروبي. 
توفي السلطان علي رعاية شاه في 8 يونيو 1579. وترك ابنًا رضيعًا يدعى السلطان مودا والذي اعتلى العرش اسميًا. وبهذا، بدأت فترة من عدم الاستقرار والضعف الأسري استمرت عقدًا من الزمن في آتشيه.